# 25994 Lynnelleye
25994 Lynnelleye (tên chỉ định: 2001 FK80) là một tiểu hành tinh vành đai chính. Nó được phát hiện bởi dự án Nghiên cứu tiểu hành tinh gần Trái Đất Lincoln ở Socorro, New Mexico, ngày 21 tháng 3 năm 2001. Nó được đặt theo tên Lynnelle Lin Ye, an American high school student và finalist in the 2010 Intel Science Talent Search.